# Florence Li Tim-Oi
Florence Li Tim-Oi (chinesisch 李添嬡; * 5. Mai 1907 in Hongkong; † 26. Februar 1992 in Toronto) war eine Hongkong-Chinesin, die 1944 als erste Frau die Ordination zur Priesterin der Anglikanischen Gemeinschaft empfing, das Priesteramt zur Vermeidung eines Disputs mit dem Erzbischof von Canterbury aber bereits ab 1945 ruhen ließ.

## Leben
Florence Li Tim-Oi empfing am 25. Januar 1944 durch Ronald Owen Hall, dem anglikanischen Bischof von Victoria, Hongkong und Macau, als erste Frau die Ordination zur Priesterin und war anschließend während der Okkupation Südchinas durch die Kaiserlich Japanische Armee der Kongregation in Macau zugeordnet, wo sie als Diakonin arbeitete.
Diese außerordentliche Priesterweihe während des Zweiten Weltkrieges wurde jedoch von Geoffrey Fisher, dem Erzbischof von Canterbury, 1945 aufgehoben. Bischof Hall weigerte sich, Florence Li vom Dienst zu suspendieren. Um Hall vor einem Rücktritt zu bewahren, ließ sie allerdings das Priesteramt freiwillig ruhen, und wurde stattdessen als Lehrerin an das Theologische Seminar in Guangzhou berufen.
Nachdem ab 1971 in Hongkong die Ordination weiblicher Priester möglich war, konnte sie 1984 ihr vierzigjähriges Priesterjubiläum in der Westminster Abbey in London begehen. Zuletzt war sie seit 1983 als Hilfspriesterin in Toronto tätig.
Im Jahr 2003 wurde sie als Heilige der Anglikanischen Gemeinschaft anerkannt, und ihr Fest auf den 24. Januar, den Tag ihrer Priesterweihe, festgelegt. 2007 würdigte die Anglikanische Gemeinschaft sie schließlich posthum aus Anlass ihres einhundertsten Geburtstages.

## Veröffentlichungen
- Much Beloved Daughter, 1985, ISBN 978-0-232-51632-6
- Raindrops of my life. Memoirs of the Reverend Florence Li Tim-Oi, Toronto 1996, ISBN 1551-26128-6